# Ultra Magnus
Ultra Magnus is de naam van verschillende personages uit de Transformers-franchise.

## Transformers: Generation 1
In de generation 1-media stond Ultra Magnus bekend als een zeer bekwame vechter die liever orders opvolgde dan uitdeelde. Desondanks was hij in de film The Transformers: The Movie benoemd tot commandant van de Autobotstad. Zijn lijfspreuk is: „Consequent zijn is overwinnen”.
Net als veel andere Transformers uit Generation 1 was Ultra Magnus overgenomen uit de Japanse speelgoedserie Diaclone, waarin hij bekendstond als "Powered Convoy" (een power-up versie van "Battle Convoy," die model stond voor Optimus Prime). Deze Powered Convoy kon in meerdere alternatieve vormen veranderen, maar de meeste hiervan werden in de Amerikaanse versie weggelaten.

### Animatieserie
Er zijn geruchten dat de Ultra Magnus uit de originele animatieserie oorspronkelijk Dion was, een vriend van de autobot Orion Pax die later werd omgebouwd tot Optimus Prime. Beide zouden zijn omgebouwd door de oude Autobot Alpha Trion.
Ultra Magnus maakte zijn debuut in de film The Transformers: The Movie als commandant van de Aardse autobotstad. Hij leidde de autobots tegen de decepticons toen de stad werd aangevallen. Toen Optimus Prime in de film stierf gaf hij de Autobot Matrix of Leadership, en daarmee het commando over alle Autobots, over aan Ultra Magnus. Magnus was niet in staat de matrix goed te hanteren en uiteindelijk was het Hot Rod die de nieuwe leider werd.
Magnus bleef een vast personage in seizoen drie en vier van de animatieserie. Ook had hij een rol in de Japanse vervolgserie, Transformers: The Headmasters. In deze serie kwam hij om het leven door toedoen van de Decepticon Sixshot.

### Strips
Ultra Magnus kwam niet voor in de originele Transformers-strips van Marvel Comics, maar wel in de zustertitel die Marvel in Engeland uitbracht. In deze stripserie had Ultra Magnus zelfs zijn eigen originele verhalen. De Amerikaanse Marvel-strips maakten namelijk geen gebruik van de nieuwe personages die geïntroduceerd werden in de film, waardoor de Britse schrijver Simon Furman met deze personages kon doen wat hij wilde.
Ultra Magnus had een rol in het verhaalboek The Lost Treasure of Cybertron van Marvel Books.
Toen Dreamwave Productions' begon met een hervertelling van de Generation 1 verhalen, kreeg Ultra Magnus in hun strips een nieuwe achtergrond. Zo werd onthuld dat hij de “broer” van Optimus Prime was. De Dreamwave versie van Ultra Magnus dook voor het eerst op in de The War Within: Age of Wrath miniserie, waarin hij de versplinterde Autobotfracties had verenigd.
Ultra Magnus deed eveneens mee in de tweede G. I Joe vs the Transformers crossover van Devil's Due Publishing, wederom als een van de subleiders van de Autobots.

## Transformers: Robots in Disguise
In Transformers: Robots in Disguise verscheen opnieuw een personage met de naam Ultra Magnus. In de originele Japanse versie van de serie stond hij bekend als God Magnus. Dit was Ultra Magnus’ eerste tv-optreden sinds de originele serie.
De Robots in Disguise versie van Ultra Magnus kon veranderen in een transportwagen voor de andere Autobots. Net als in Generation 1 waren Ultra Magnus en Optimus Prime in de serie broers omdat ze gelijktijdig waren gemaakt door Alpha Trion. Magnus kwam later in de serie naar de Aarde omdat hij er niet tegen kon dat Prime de Autobot Matrix of Leadership had gekregen. Voordat hij Optimus ontmoette bevocht hij eerst een paar Decepticons en versloeg hen gemakkelijk. Daarna kwam het tot een gevecht tussen de twee broers waarbij Optimus weigerde terug te vechten. Toen Ultra Magnus de Matrix probeerde te absorberen, fuseerden de twee broers tot Omega Prime (God Fire Convoy). Via deze link kon Magnus de kracht van de Matrix hanteren.
Hierna bleef Ultra Magnus op Aarde en werd zijn relatie met zijn broer en de andere Autobots steeds beter.

### Dreamwave Producties
De Robots in Disguise versie van Ultra Magnus verscheen ook in een Zomerspecial van Dreamwave Productions. Hierin bevocht hij de Decepticon Scourge.

## Unicron Trilogie
In de serie Transformers: Armada kwam wederom een personage voor met de naam Ultra Magnus, maar enkel in de Japanse versie. In de Amerikaanse versie werd de naam van deze Ultra Magnus veranderd in Overload. Wel werd de Ultra Magnus speelgoedversie van Robots in Disguise nogmaals uitgebracht als onderdeel van de Unicron trilogie speelgoedlijn.
Toen Transformers: Energon verscheen werd het Overload speelgoedmodel hernoemd tot Ultra Magnus.